# アリノトウグサ目
アリノトウグサ目（Haloragales）は、被子植物の目である。クロンキスト体系では、バラ亜綱の下位クラスに属している。花は両性あるいは単性であり、苞腋に着生する。花の構造は、子房上位～下位で、単花被、または無花被、ときに異花被である。水生または湿地生のものが多い。

## 分類

### APG植物分類体系
APG植物分類体系ではアリノトウグサ科がバラ目に、グンネラ科がグンネラ目に入れられているため、アリノトウグサ目の名称は使わない。

### クロンキスト体系
クロンキスト体系ではバラ亜綱の下位クラスであり、2科を含む。
- 被子植物門 Magnoliophyta
  - 双子葉植物綱 magnoliopsida
    - バラ亜綱 Rosidae
      - アリノトウグサ科  Haloragaceae
      - グンネラ科 Gunneraceae

### 新エングラー体系
新エングラー体系では、フトモモ目に入れられているため、アリノトウグサ目の名称は使わない。